# Rajd Karkonoski 1992
Rajd Karkonoski 1992 był 6. eliminacją Rajdowych Samochodowych Mistrzostw Polski w 1992 roku. Odbył się w dniach 24–25 października.
Rajd był kandydatem do Rajdowych Mistrzostw Europy. Podzielony był na dwa etapy. Pierwszy etap odbył się 24 października na asfaltowych odcinkach specjalnych. Drugi etap natomiast odbywał się 25 października na szutrowych odcinkach specjalnych.
Warunki atmosferyczne: na obu etapach deszcz.
Etap 1.:
- OS – 1, 5, 11 Jelenia Góra (Sobieszów) – Piechowice (asfalt, 10,7 km)
- OS – 2, 6, 12 Podzamcze – Sosnówka (asfalt, 23,1 km)
- OS – 3, 7, 13 Karpacz – Karpacz (asfalt, 7,1 km)
- OS – 4, 8, 10 Kowary (Wojków) – Janowice Wielkie (asfalt, 15,0 km)
- OS – 9 Jelenia Góra – Jelenia Góra (asfalt, 2,2 km)

Etap 2.:
- OS – 14, 17, 20 Łomnica Dolna – Karpniki (szuter, 12,0 km)
- OS – 15, 18, 21 Karpniki – Przełęcz Karpnicka (szuter, 6,4 km)
- OS – 16, 19, 22 Janowice wielkie – Jelenia Góra (Maciejowa) (szuter, 10,3 km)

## Przed rajdem
Marian Bublewicz na starcie w Jeleniej Górze był już pewien mistrzowskiego tytułu. Po dobrym występie w Rajdzie Cypru także był już pewny tytułu wicemistrza Europy. Do tej pory u stóp Karkonoszy olsztynianin wystąpił tylko raz – w roku 1991. Wówczas tylnonapędową Sierrę Cosworth wielokrotnego mistrza Polski pokonały szutry w rejonie Rudaw Janowickich – na 20. odcinku specjalnym doszło do awarii zawieszenia i Bublewicz był zmuszony do wycofania się z rajdu.
Zgoła inne nastroje panowały w ekipie Toyota Motor Poland. Zespół, który dołączył do rywalizacji w Rajdzie Wisły, z Beskidów wrócił w nie najlepszym nastroju. Złe ustawienia komputerów pokładowych w eks-fabrycznych Celikach grupy A spowodowały, że ani Marek Gieruszczak, ani Paweł Przybylski nie byli w stanie wyjechać z parku zamkniętego na drugi etap. Jednak to, co obaj kierowcy pokazali w czasie pierwszego etapu w Wiśle, mogło poważnie zaniepokoić wygrywającego od kilku lat wszystko Mariana Bublewicza, zaś Andrzejowi Koperowi uświadomiło, że Volkswagen Golf GTi nie będzie już wystarczającym sprzętem do trzymania się bezpośrednio za plecami Bublewicza.
W grupie N po różnych przygodach do ostatniej eliminacji z równego poziomu startowali Robert Herba (Nissan Sunny GTi-R) i Wiesław Stec (Mitsubishi Galant VR-4). Obaj mieli szansę zdobyć oprócz tytułu Mistrza Polski w grupie N wicemistrzostwo Polski w klasyfikacji generalnej. Wyższe notowania miał Herba, który wygrał ze Stecem we wszystkich rajdach, które ukończył. Na dobry występ w tej kategorii liczył także Krzysztof Hołowczyc (Toyota Celica) – trzeci kierowca zespołu Toyota Motor Poland.

## Przebieg rajdu[2]

### Etap 1
Od początku o zwycięstwo walczyło trzech kierowców – Marian Bublewicz, Marek Gieruszczak i Paweł Przybylski. Olsztynianin zaatakował od startu. Po pierwszym etapie był liderem, ale jadący na własnym terenie Gieruszczak niewiele mu ustępował, wygrywając z Bublewiczem w normalnej walce – co dotąd rzadko się zdarzało – pięć z trzynastu prób pierwszego etapu. Szybko jechał także Przybylski, jednak przyszło mu walczyć nie tylko z czasem, ale także ze startującym przed nim Andrzejem Koperem, którego dochodził niemal na każdej próbie pierwszego etapu. 200-konny, przednio napędowy Golf nie miał żadnych szans na ucieczkę przed fabrycznie przygotowaną, 300-konną Celiką z napędem AWD. Były czterokrotny mistrz Polski nie mógł liczyć na wyższą niż 4. pozycję.
Wśród samochodów grupy N Herba odjechał Stecowi, zbliżając się tym samym do zdobycia tytułów mistrzowskiego w grupie i wicemistrzowskiego w klasyfikacji generalnej.
Na duże ryzyko pozwolił sobie Waldemar Doskocz w N-grupowym Golfie. Na jednej z pierwszych prób zgubił płytę ochronną i bez niej dotarł do mety etapu, ryzykując zniszczenie miski olejowej i układu wydechowego.

### Etap 2
Na szutrach nadal trwał pojedynek Marian Bublewicz – Toyota Motor Poland. Olsztynianin wygrał pięć prób, pozostałe cztery padły łupem obu kierowców w A-grupowych Celikach (na trzech najszybszy był Gieruszczak, jedną wygrał Przybylski, który tego dnia miał przed sobą czystą drogę). Jeleniogórzaninowi przytrafiło się uszkodzenie zawieszenia na jednym z odcinków, jednak po zjeździe z próby serwis Toyoty wymienił zepsute części w cztery minuty. Andrzejowi Koperowi pozostało dotarcie do mety na czwartym miejscu i zwycięstwo w F-2.
Nie uległa zmianie także klasyfikacja w grupie N. W tej kategorii zwyciężył Robert Herba, pieczętując tym samym zdobycie tytułu mistrzowskiego w N-ce oraz wicemistrzowskiego w klasyfikacji generalnej. Podium grupy N uzupełnili Wiesław Stec i Maciej Kołomyjski (Opel Kadett GSi 16V). Pecha miał Hołowczyc – z powodu awarii technicznej musiał się wycofać po 15. odcinku specjalnym.
Waldemar Doskocz dalej podróżował bez płyty, co na szutrach było szczególnie ryzykowne. „Mrówa” osiągnął jednak metę, zamykając pierwszą dziesiątkę klasyfikacji generalnej.
Zwycięstwo Bublewicza było dość wyraźne, bowiem Gieruszczak stracił cztery i pół minuty. Jednak dla kierowców Toyot był to dopiero drugi start tymi samochodami i pierwszy w całości przejechany rajd, zatem priorytetem była nauka nowego samochodu. Mimo to Gieruszczak i Przybylski już w Jeleniej Górze postraszyli Bublewicza, wygrywając z nim w równej walce dziewięć OS-ów, co zapowiadało bardzo ciekawą walkę w kolejnym sezonie. Jak się jednak później okazało, to była jedyna okazja, aby Toyoty zmierzyły się z olsztyńskim mistrzem.

## Klasyfikacja generalna[3]
1. Marian Bublewicz/Ryszard Żyszkowski (Ford Sierra Cosworth 4×4)
2. Marek Gieruszczak/Marek Skrobot (Toyota Celica GT4)
3. Paweł Przybylski/Krzysztof Gęborys (Toyota Celica GT4)
4. Andrzej Koper/Maciej Wisławski (Volkswagen Golf GTi 16V)
5. Robert Herba/Jakub Mroczkowski (/N/Nissan Sunny GTi-R)
6. Wiesław Stec/ Artur Skorupa (/N/Mitsubishi Galant VR-4)
7. Bogdan Herink/Tomasz Szostak (Renault 11 Turbo)
8. Maciej Kołomyjski/Sławomir Łuba (/N/Opel Kadett GSi 16V)
9. Dariusz Wirkijowski/Piotr Gulbas (/N/Opel Kadett GSi 16V)
10. Waldemar Doskocz/Małgorzata Zemlińska (/N/Volkswagen Golf GTi 16V)